# Staurogyne warmingiana
Staurogyne warmingiana là một loài thực vật có hoa trong họ Ô rô. Loài này được (Hiern) Leonard miêu tả khoa học đầu tiên năm 1937.